# Mempo Giardinelli
Mempo Giardinelli, (ur. 2 lipca 1947 w Resistencia) – pisarz argentyński. Główny przedstawiciel prozy tzw. postboomu w literaturze argentyńskiej. 
W latach 1976–1985 przebywał na emigracji w Meksyku z powodów politycznych. Jego twórczość charakteryzuje łączenie obrazu brutalnej rzeczywistości politycznej z gorzkim humorem (powieści La revolución en bicicleta novela 1980, Qué solos se quedan los muertos 1985) oraz upolitycznienie formuły detektywistycznej (opowiadania Vidas ejemplares 1982, skandalizująca powieść Luna caliente 1983). Ukoronowaniem literatury rozliczeń Giardinelliego z historią Argentyny jest utrzymana w konwencji sagi rodzinnej monumentalna powieść Santo oficio de la memoria (1991). W roku 1993 pisarz odznaczony został nagrodą Premio Rómulo Gallegos przez prezydenta Wenezueli za najlepszą powieść hiszpańskojęzyczną.